# Seillans
Seillans ist eine französische Gemeinde mit 2.852 Einwohnern (Stand 1. Januar 2022) im Département Var in der Region Provence-Alpes-Côte d’Azur. Sie gehört zum Kanton Roquebrune-sur-Argens im Arrondissement Draguignan. Von der Vereinigung Les Plus Beaux Villages de France wurde Seillans in die Liste der schönsten Dörfer Frankreichs aufgenommen.

## Geographie und Geschichte
Seillans liegt eng an die ersten Erhebungen eines bewaldeten Bergrückens angeschmiegt 15 Kilometer nordöstlich von Draguignan. Von dort öffnet sich der Blick nach Süden über die niedriger gelegenen Täler. Im nördlichen Gemeindegebiet entspringt das Flüsschen Claviers und mündet schließlich an der Grenze zur Nachbargemeinde Callas in die Endre.

Seillans, Deux Rocs

Urkundlich erwähnt ist der Name des Ortes erstmals im Jahr 814 als Agro Ciliano, später im Jahr 1013 als Silonem. Der Name stammt möglicherweise vom provenzalischen Wort Seilhanso, was Ölwanne bedeutet, eventuell auch vom lateinischen Eigennamen Caelius.
Die ersten Siedlungen führen ins 5. Jahrhundert vor Christus zurück, als ein kleiner keltisch-ligurischer Stamm, die „Sayllens“, dort Verteidigungsanlagen auf der Anhöhe anlegten. Von der griechischen Besiedelung, die später in der Küstenregion stattfand, blieb dieses Oppidum unberührt.
In der Gallo-römischen Zeit entstanden einzelne Anwesen im Gebiet des gegenwärtigen Dorfes, die später zu einer Siedlung für römische Veteranen wurde. Zu den Spuren der römischen Epoche zählen Thermalbäder im Ort und im nahegelegenen Rapiamus, Artefakte in Bégude, eine Begräbnisstele mit Inschrift in Notre-Dame-de-l’Ormeau und Grabmale an der Bastide des Saurins.
884 wurde der Ort zum Lehen der Abtei Saint-Victor in Marseille, später ging die Herrschaft teilweise an die Grafen von Provence und im 13. Jahrhundert an den Johanniterorden. Im 9. und 13. Jahrhundert wurde er vorübergehend von den Sarazenen eingenommen.

## Wappen
Beschreibung: In Rot ein weißer aufgehender Halbmond.

## Persönlichkeiten
- Heimat des Schriftstellers Colomb de Seillans, dem Autor der Komödie la Gageure du village, die 1706 in Anwesenheit des Königs aufgeführt wurde.
- Heimat des Botanikers Gaston Bonnier (1853–1922)
- 1888 besuchte Queen Victoria (1819–1901) Seillans, um dort die Vicomtesse de Savigny, die Gründerin der berühmten Parfümerie von Seillans, zu treffen.
- Weitere berühmte Besucher waren der Journalist, Schriftsteller und Satiriker Alphonse Karr (1808–1890), der französische Marschall Hubert Lyautey (1854–1934) sowie Prinzessin Diana (1961–1997) und die Herzogin von York Sarah Margaret Ferguson (* 1959), die im Juli 1996 hier ihren Urlaub verbrachten.
- Der amerikanische Kunsthistoriker Patrick Waldberg (1913–1985) lebte hier seit 1959.
- Der deutsche Maler Max Ernst (1891–1976) besuchte Seillans regelmäßig und ließ sich 1964 für die letzten Jahre seines Lebens mit seiner Ehefrau Dorothea Tanning (1910–2012) dort nieder. Im Maison Waldberg ist neben der Touristeninformation ein Max-Ernst-Museum beheimatet. Die Bronzeskulptur von Ernst am Rand des Place de la Republique, Le Genie de la Bastille, überließ Dorothea Tanning der Stadt im Jahr 1994.[2]
- Der belgische Radsportler und Journalist Fred De Bruyne (1930–1994) verbrachte seine letzten Lebensjahre in Seillans; zur Erinnerung an ihn wurde ein Platz benannt.
- Der schwedische Schauspieler Max von Sydow (1929–2020) starb in Seillans.

## Sehenswürdigkeiten

Seillans, Le Valat

Das gesamte mittelalterliche Ortsbild Seillans ist sehenswert. Darüber hinaus bietet der Ort zahlreiche sehenswerte Straßen, Plätze und Gebäude.
- Porte Sarrasine
- Brunnen Font d’Amont, auch Fontaine d’Amour genannt.
- Kirche Saint Léger
- Schloss
- Rue du Valat
- Placette Font Jordany
- Rue de la Boucherie
- Kapelle Notre Dame de L’Ormeau

## Kulturleben
Das zweiwöchige internationale Musikfestival Musique Cordiale bringt jedes Jahr klassische Konzerte mit jungen Musikern zur Aufführung.